# رافائل دی فوسکو
رافائل دی فوسکو (انگلیسی: Raffaele Di Fusco؛ زادهٔ ۶ اکتبر ۱۹۶۱) بازیکن فوتبال اهل ایتالیا است.
از باشگاه‌هایی که در آن بازی کرده‌است می‌توان به باشگاه فوتبال ویچنزا، باشگاه فوتبال ناپولی، باشگاه فوتبال تورینو، و باشگاه فوتبال لچه اشاره کرد.